# Krk (ciudad)
Krk (del italiano: Veglia) es una ciudad croata en el condado de Primorje-Gorski Kotar. Es la principal localidad en la isla de Krk del mar Adriático.

## Historia
Krk está ubicada en la costa suroeste de la isla y es la sede histórica de la Diócesis Católica de Krk. La ciudad es muy antigua, una de las más antiguas en el mar Adriático. Ha sido habitada de manera continua desde tiempos romanos y, en un momento, fue parte de la thema de Dalmacia luego de que el Imperio Romano de Occidente cayera ante los bárbaros.
Las ruinas romanas pueden ser vistas hoy en día en algunas partes del pueblo, por ejemplo en los mosaicos en las casas. La ciudad también ha preservado muchas fortificaciones medievales, entre ellas el Castillo de los Frankopan, cerca del parque Kamplin, y parte de las murallas de la ciudad que fueron construidas a lo largo de los cinco siglos en que la República de Venecia gobernó la ciudad.
La plaza Kamplin  es la plaza principal de la ciudad antigua; este nombre proviene de la palabra del latín campus. En tiempos romanos, había un área de entrenamiento en este lugar, cerca de las termas romanas. Los restos de las columnas del templo en la plaza muestran que hubo un edificio de gran tamaño en tiempos romanos.
En el siglo XIII una de las "ramas de cadetes" de la familia aristocrática italiana Frangipani se asentó en la ciudad y dio lugar al surgimiento de la familia croata Frankopan. Krk fue la última isla croata en ser ocupada por los venecianos. Krk y sus alrededores eran conocidos por el uso extensivo de alfabeto glagoljica. En el siglo XIX fue el centro del movimiento ilirio.
La ciudad fue conocida en su momento por su lenguaje romance único llamado Vegliotic (una de las dos ramas principales del extinto idioma dalmático), el cual fue hablado hasta el siglo XIX.
Hasta principios del siglo XX, había una importante comunidad italiana en la ciudad, pero Italia eventualmente cedió la isla a Yugoslavia en 1921 (cuando la ciudad recibió oficialmente el nombre de Krk por primera vez), y muchos de los residentes italoparlantes se trasladaron a Istria e Italia.
La ciudad fue ocupada de manera temporal por D'Annunzio en 1921 y veinte años después fue integrada en la provincia italiana de Fiume entre 1941 y 1943. Los guerrilleros de Josip Broz Tito liberaron la ciudad en 1944.
En la actualidad existe una pequeña comunidad italiana originaria del lugar, representada dentro de la «Unione Italiana» de Croacia.

## Geografía
Se encuentra a una altitud de 24 m s. n. m. y a 179 km de la capital nacional, Zagreb.

## Demografía
En el censo 2011 el total de población de la ciudad fue de 6281 habitantes, distribuidos en las siguientes localidades:
- Bajčići - 131
- Brusići - 40
- Brzac -  178
- Kornić -  433
- Krk - 3 730
- Lakmartin - 24
- Linardići - 139
- Milohnići -  87
- Muraj -  42
- Nenadići - 157
- Pinezići - 196
- Poljica - 74
- Skrbčići - 146
- Vrh -  846
- Žgaljići - 58

| Gráfica de población de {{{nombre}}} 1857-2011                      |
|                                                                     |
| Según los censos de población de la oficina estadística de Croacia. |

## Red de fibra óptica
En 2009, la municipalidad comenzó el proyecto de construcción de una red de fibra óptica en toda la extensión de la ciudad (el pueblo de Krk y 14 aldeas aledañas) como parte de la infraestructura de la localidad. El proyecto debía dar cobertura a 6243 habitantes y 6000 hogares. El primer paso fue la elaboración de un análisis de costo beneficio.  A partir de 2013, la autoridad de construcción emitió la aprobación relevante. El siguiente paso sería la elaboración del proyecto principal para obtener el permiso de instalación, siendo elegible para ser financiado con fondos estructurales de la Unión Europea.

## Galería

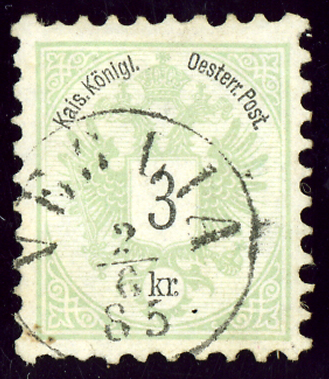
Supresión de Veglia como parte de la monarquía austriaca en 1885
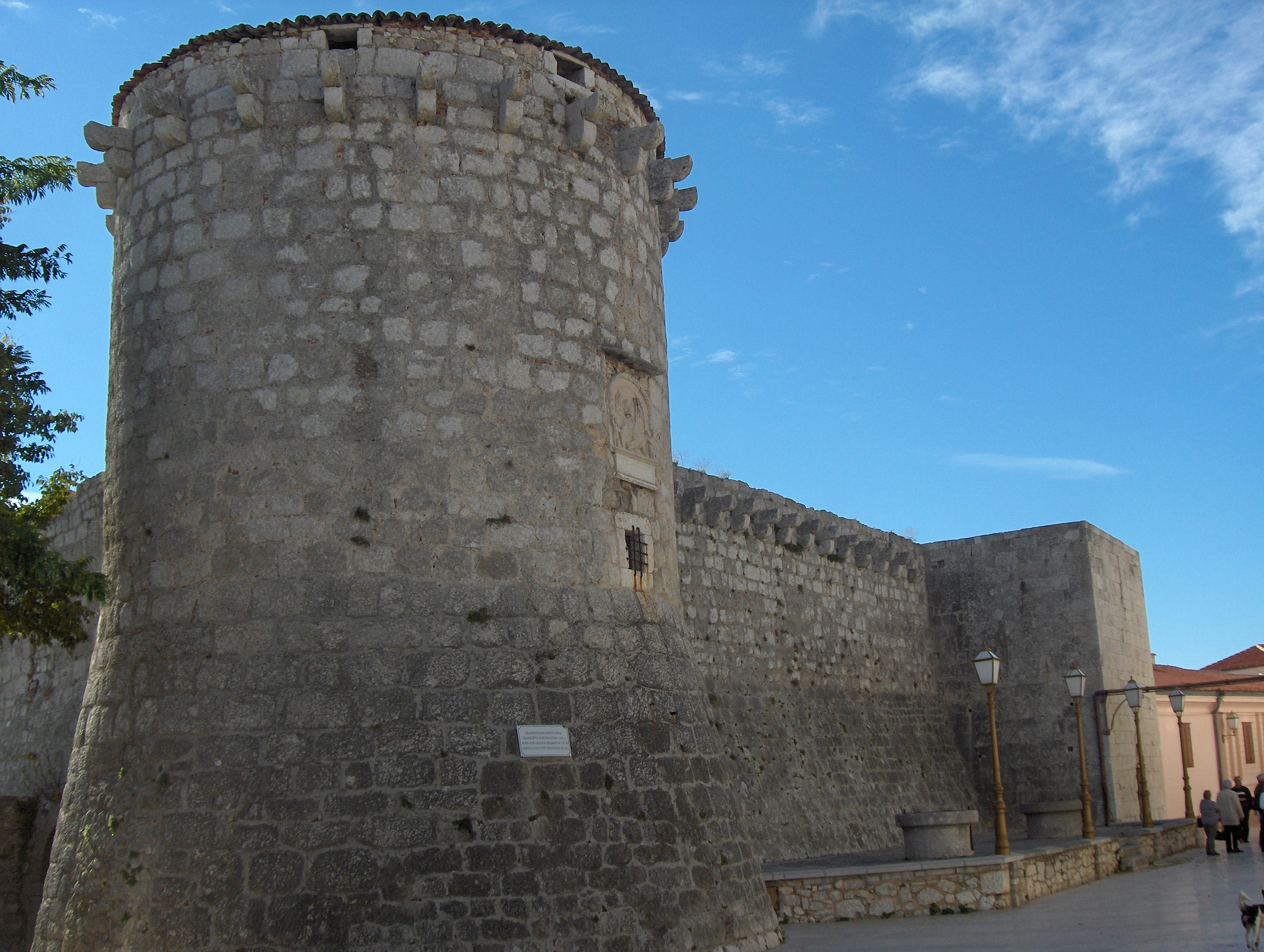
Castillo de Frankopan
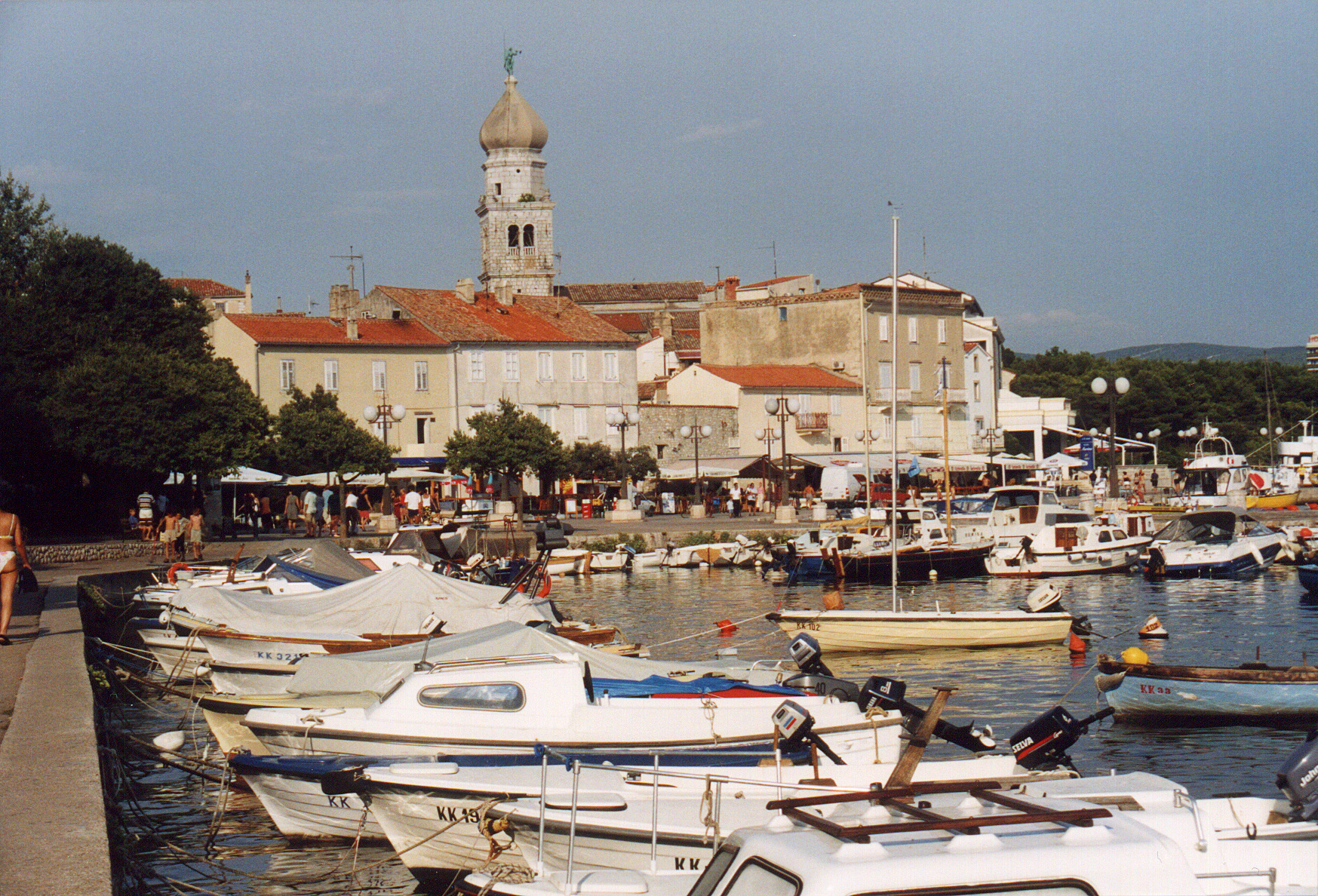
El puerto
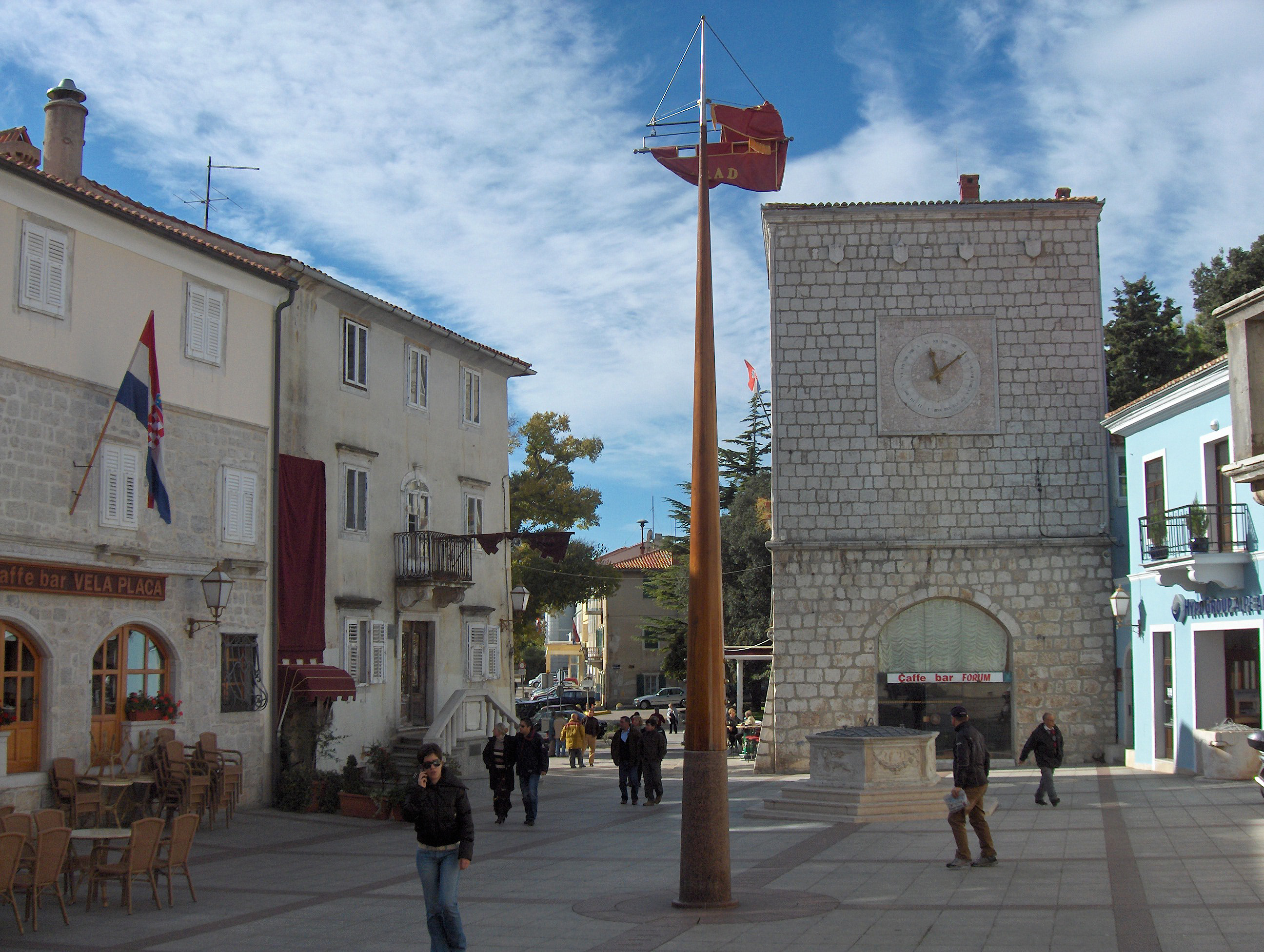
Plaza central
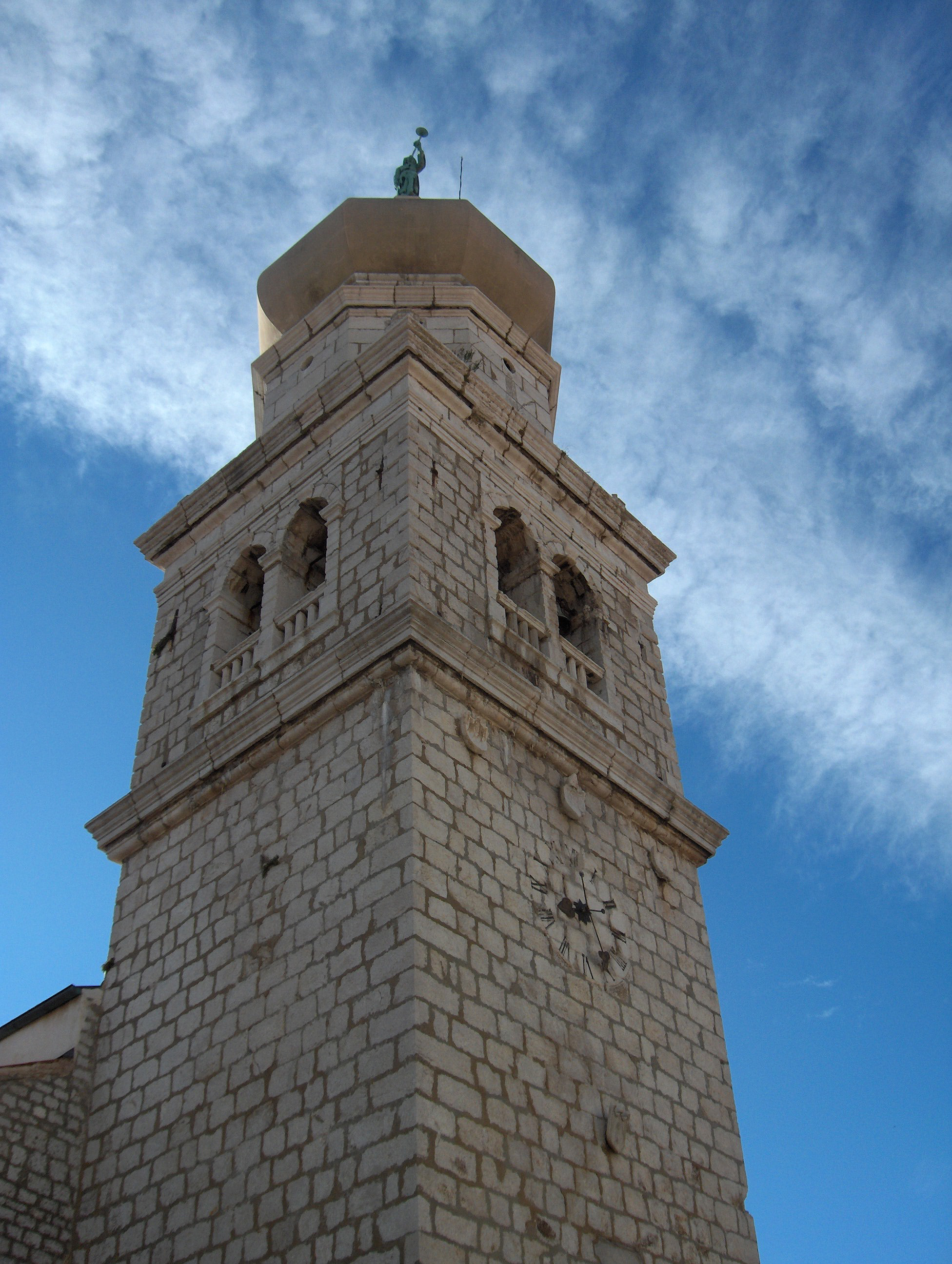
Iglesia de la Ascensión